# Hoda Barakat
Hoda Barakat ( em árabe: هدى بركات   ) (nascido em 1952) é uma romancista libanesa . Ela viveu a maior parte de sua infância em Beirute antes de se mudar para Paris, onde  reside atualmente. Ela publicou seis romances, duas peças de teatro, um livro de contos e um livro de memórias. Suas obras foram escritas originalmente em árabe e foram traduzidas para o inglês, hebraico, francês, italiano, espanhol, turco, romeno, holandês, português brasileiro e grego .
Seu trabalho frequentemente explora temas de trauma e guerra; e três de seus primeiros romances são narrados por personagens masculinos vivendo à margem da sociedade durante a guerra civil libanesa .

## Biografia
Barakat foi criado na cidade cristã maronita de Bsharré, no Líbano. Depois de se mudar para Beirute, Barakat estudou Literatura Francesa na Universidade Libanesa, onde se formou em 1975. Em 1975 e 1976, ela morou em Paris, onde fez doutorado, mas decidiu voltar para casa quando a Guerra Civil Libanesa começou. Durante este período, ela trabalhou como professora, tradutora e jornalista. Em 1985, ela lançou sua primeira publicação formal, uma coleção de contos chamada Za'irat ("Mulheres Visitantes").
Ela voltou para Paris em 1989, publicando seus trabalhos restantes de Paris, incluindo Hajar al-Dahik ( The Stone of Laughter, 1990) e Ahl el-Hawa ( People of Love, 1993), entre outros. Além de escrever, ela também trabalhou em emissoras de rádio.

## Obras principais
- A Pedra do Riso, Interlink Books, Nova York, 1995,ISBN 9781566561976
- O Arador das Águas, Editora Tabla, Rio de Janeiro, 2021, ISBN 9786586824162
- Correio Noturno, Editora Tabla, Rio de Janeiro, 2021, ISBN 9786586824032
- Discípulos da Paixão, Syracuse University Press, Syracuse, 2005,ISBN 9780815608332
- Sayyidi wa habibi de Hoda Barakat: a edição abreviada autorizada para estudantes de árabe, Georgetown University Press, Washington DC, 2013,ISBN 9781626160026
- Voices of the Lost, Oneworld, Londres, 2021ISBN 9781786077226